# Midgard
Midgard (zangielszczona wersja staronordyckiego Miðgarðr) – słowo to wywodzi się z języka germańskiego i było określeniem używanym do opisania świata zamieszkiwanego przez ludzi. W dosłownym tłumaczeniu oznacza „zamknięty wewnątrz”. Przez wieki słowo to podlegało transformacjom językowym i np. w dzisiejszym języku angielskim ma postać Middle-earth (Śródziemie).
W mitologii nordyckiej Midgard oznacza jeden z dziewięciu światów, krainę zamieszkaną przez ludzi, wewnątrz starożytnego Drzewa Świata Yggdrasil. Znajduje się ona na środku nieprzebytego oceanu, w którym żyje olbrzymi wąż morski Jormungand. Potwór ten jest tak wielki, że jego zwoje otaczają cały świat, a on pożera swój własny ogon.
Według przekazów Midgard znajduje się dokładnie pomiędzy piekłem (Niflheim lub Helgardh) a niebem (Asgard). Ten świat został stworzony ze szczątków olbrzyma Ymira, zabitego przez trzech synów Borra: Odyna, Wiliego i We. Z jego ciała powstała ziemia, z kości – góry, z zębów i szczęk – kamienie i skały, z czaszki zaś – sklepienie nieba. Brwi Ymira posłużyły za wał chroniący Śródziemie przed atakami innych olbrzymów. Midgard był połączony z Asgardem mostem Bifröst, którego strzegł bóg Hajmdal.
Jak mówią legendy, kraina ta zostanie zniszczona, kiedy nadejdzie Ragnarök, ostateczna bitwa rozstrzygająca losy świata. Wówczas to Jormungand wyłoni się z wody zatruwając swym jadem całą ziemię i wszystkie morza. Koniec świata przyniesie także niemal całkowite zniszczenie wszelkiego życia, a Midgard pogrąży się w odmętach nieskończonego oceanu.

## Kultura popularna
- Midgard w swej obecnej postaci w języku angielskim – Middle-earth (Śródziemie) został spopularyzowany przez J.R.R. Tolkiena (znawcę języka staroangielskiego, pisarza fantasy), który w swojej mitologii zawarł wiele wątków i nazw z mitologii nordyckiej. Śródziemie było kontynentem, na którym toczyła się akcja większości jego powieści m.in. Władcy Pierścieni czy Hobbit, czyli tam i z powrotem.
- Określenie świata jako Midgard można również napotkać wielokrotnie w poemacie Beowulf, jednym z najstarszych zabytków literatury staroangielskiej.
- Wydarzenia gry komputerowej Final Fantasy VII toczą się w świecie, w którym leżą miasta Midgar oraz Nibelheim – ich nazwy to nawiązania do mitologii nordyckiej.
- Akcja powieści fantasy Jarosława Grzędowicza Pan Lodowego Ogrodu dzieje się na planecie nazwanej przez ludzi Midgaard.
- W serialu Stargate SG1 istnieje rasa kosmitów używających na wzór skandynawskich mitów nazwy Asgard, a w odcinku „Młot Thora” Ziemia jest nazywana Midgardem.
- W grze Dark Age of Camelot, Midgard jest nazwą jednej z trzech krain zamieszkiwaną między innymi przez krasnoludy, trolle i wikingów.
- W powieści fantasy autorstwa Sarah J. Maas Dom ziemi i krwi, akcja ma miejsce na planecie Midgard, która została najechana przez Vanirów, potężne istoty z innego świata[1].
- Akcja gry God of War z 2018 roku dzieje się w światach znanych z Mitologii Nordyckiej. Midgard jest główną lokacją, w której odbywa się rozgrywka.